# Bioco

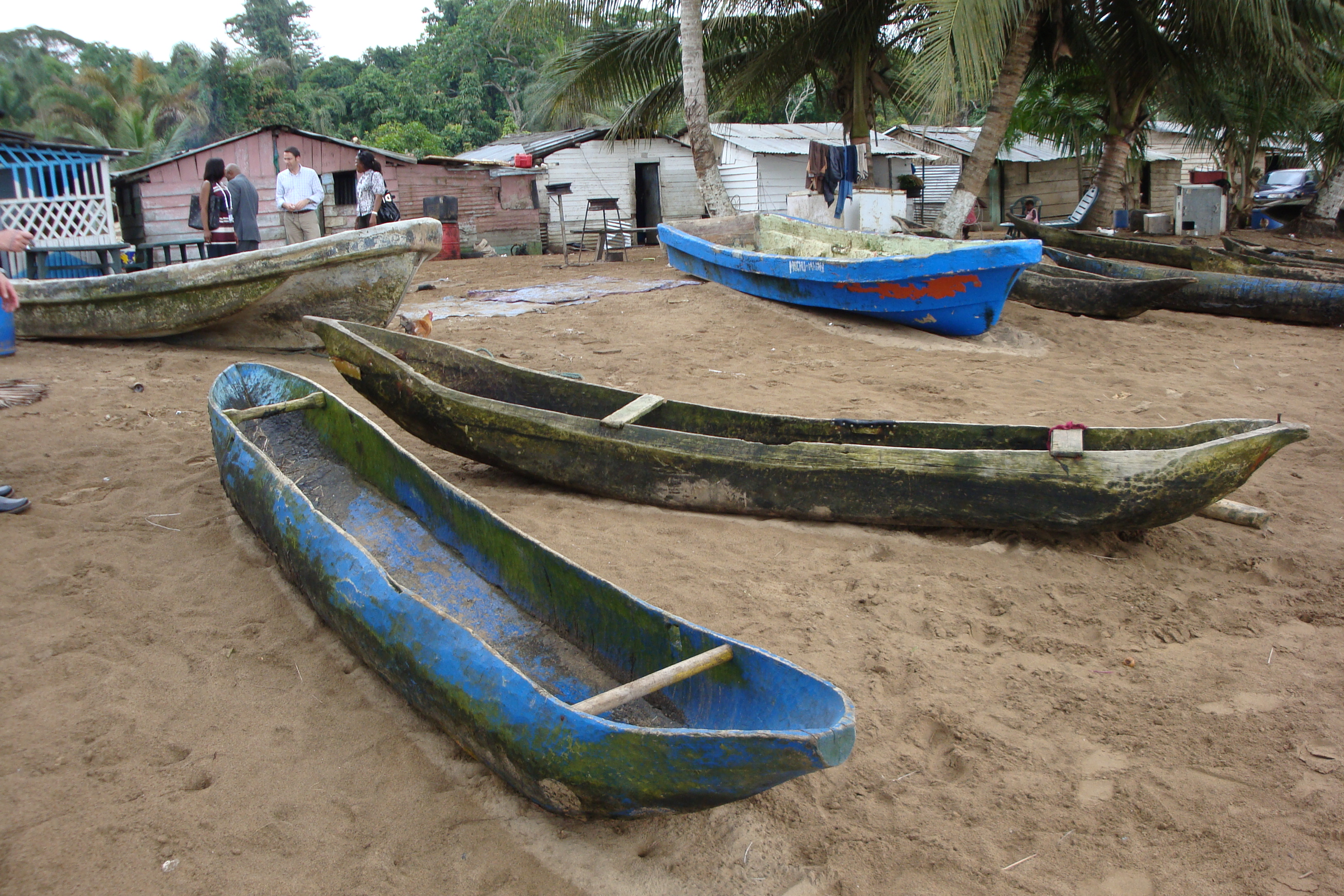
Praia de Arena Blanca.

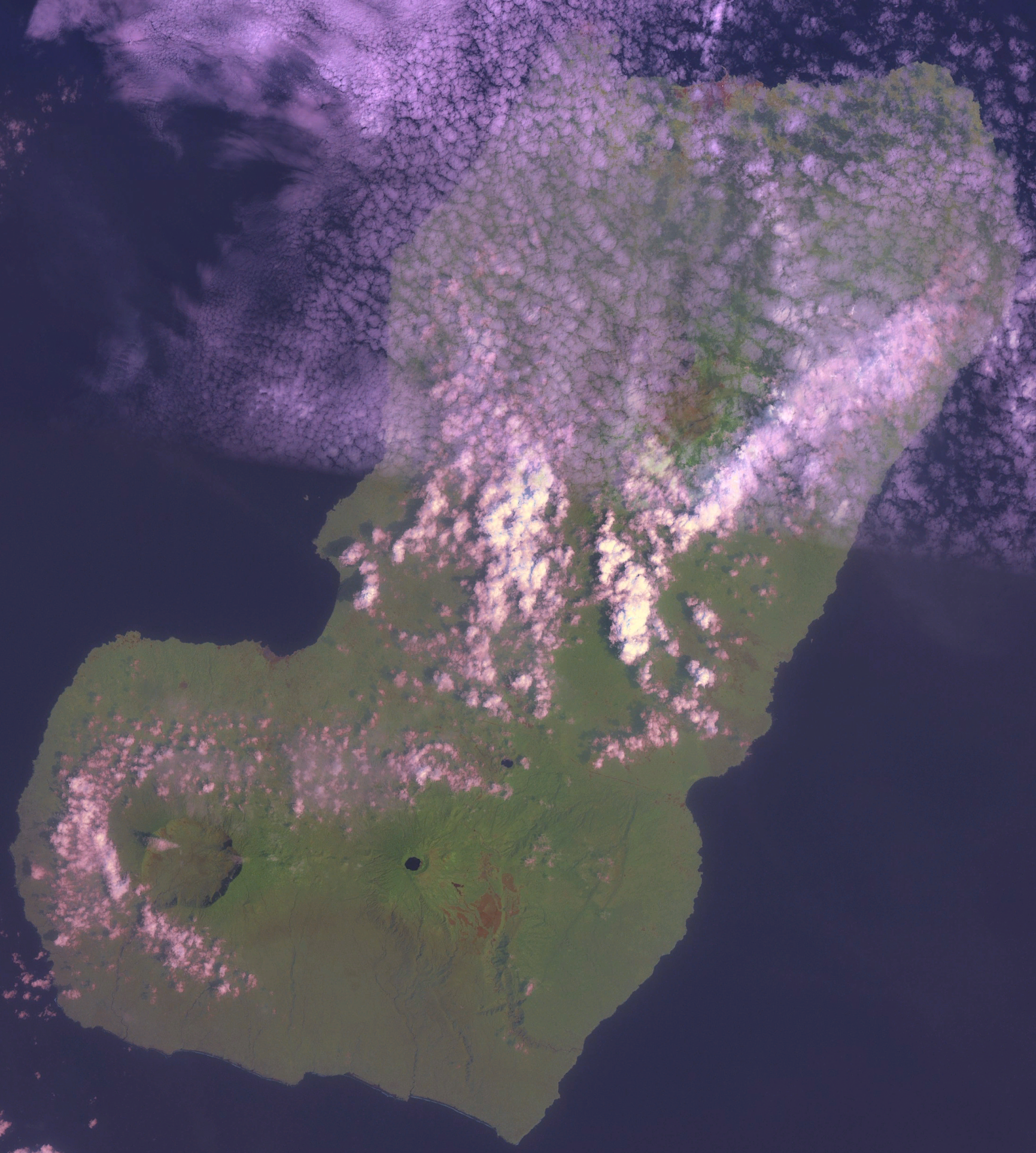
Vista de satélite da ilha de Bioco.

Bioco ou Bioko é a ilha principal da Guiné Equatorial, localizada no Golfo da Guiné, muito perto da costa dos Camarões e (um pouco mais longe) da Nigéria. Anteriormente designada por Ilha Macias Nguema Biyogo, e antes disso por ilha de Fernão do Pó também conhecida como Fernando Pó, Bioco tem uma área de 2 018 km² e cerca de 130 000 habitantes (em 2005).
É um dos territórios vizinhos de São Tomé e Príncipe. Sua principal cidade é Malabo, capital da Guiné Equatorial. O relevo é dominado por dois vulcões: no centro da ilha, o Pico Basilé, com mais de 3000 m de altitude; a sul, o vulcão San Carlos, acima dos 2200 m.
A ilha foi possessão portuguesa entre 1474 e 1778, quando foi cedida a Espanha pelo Tratado de El Pardo em troca de terras espanholas na América do Sul, que seriam posteriormente anexadas ao Brasil (faixas de terras do atual Rio Grande do Sul).